# Liuhopafa
A Lok Hup Ba Fa (kantoni), vagy másképp a Liu He Ba Fa (mandarin) (六合八法, hat harmónia nyolc módszer, vízi box, másképp betűzve: LiuHeBaFa, Liu Ho Pa Fa, Lok Hup Ba Fa, Lok Hop Pat Fat, rövidítve: LHBF vagy LHPF) a kínai harcművészet belső irányzata. (A belső irányzatok a belső energetikai gyakorlatokon és meditációkon – nei-gong – alapulnak. Ez a negyedik belső irányzatú harcművészet, a másik három mellett: Xingyiquan (Hsing-I), Baguazhang (Pa Kua Chang) és Taijiquan (Tai Chi Chuan).
A Szong-dinasztia (960-1279) idejéből származik.
Chen Po (Chen Tuan, Chen Xi Yi, Chen Hsi I) taoista bölcs fejlesztette ki.
66 mozdulatból áll az alapgyakorlat, amelyet 2 részben szoktak tanítani egészségjavító és harcművészeti céllal.
Wu Yi Hui oktatta a teljes Lok Hup Ba Fa rendszert Nanking-ban.
Maga a harcművészet gyakorlása egyesíti önmagában a belső irányzatok előnyeit, és ezzel a tökéletes megvalósításra törekszik. Hasonlít a Taijiquan-ra, de mindhárom stílus gyakorlatait és technikáit használja a küzdelemben.

## Érdekesség
A Mortal Kombat játékban Li Meinek a stílusa a Lok Hup Ba Fa.